# Молль Флендерс
«Ра́дости и го́рести знамени́той Молль Фле́ндерс» (англ. The Fortunes and Misfortunes of the Famous Moll Flanders) — плутовской роман Даниеля Дефо, опубликованный 27 января 1722 года лондонским книготорговцем Четвудом. В предисловии сообщалось, что автор лишь произвёл литературную обработку «собственноручных заметок», датируемых 1689 годом, некой виргинской плантаторши, которая скрыла своё истинное имя под псевдонимом Молль Флендерс («Фламандская потаскушка»). Книга пользовалась большим спросом английской публики.
До конца 1723 года появились ещё 4 издания с прибавлениями, в том числе стихотворными.
Есть мнение, что прообразом главной героини послужила лондонская преступница Элизабет Адкинс.

## Содержание
Повествовательница, разбогатевшая на склоне лет Молль Флендерс, в обычном для Дефо брызжущем энергией, деловитом стиле, лишённом гендерных особенностей, окидывает прощальным взглядом бесчисленные перипетии собственной жизни. Враждебные социальные условия не раз кардинальным образом меняли её обстоятельства, заставляя зарабатывать на жизнь воровством, обманом и проституцией. Основные вехи её жизненного пути вынесены в заглавие книги:

Печали и радости Молль Флендерс, рождённой в Ньюгейтской тюрьме, разнообразная жизнь которой составила шестьдесят лет, не считая детства, которая двенадцать лет была шлюхой, пять раз женой (из них один раз — собственному брату), двенадцать лет — воровкой, восемь лет провела в ссылке в Виргинии, наконец разбогатела, жила честно и умерла в раскаянии.
Как и другие повествователи Дефо, Молль убеждена в способности человека достичь всего в жизни собственной энергией и трудолюбием. Как бы низко ни падала героиня, она каждый раз находит в себе силы начать свою жизнь с чистого листа. В этом плане её «исповедь» отражает социальный оптимизм буржуазии на раннем этапе развития капитализма.

Вы видите, что перед вами личность, знающая себе цену, человек, который великолепно понимает степень личной своей вины и вину общества, принудившего её жить продажей своего тела.— Максим Горький

## Переводы

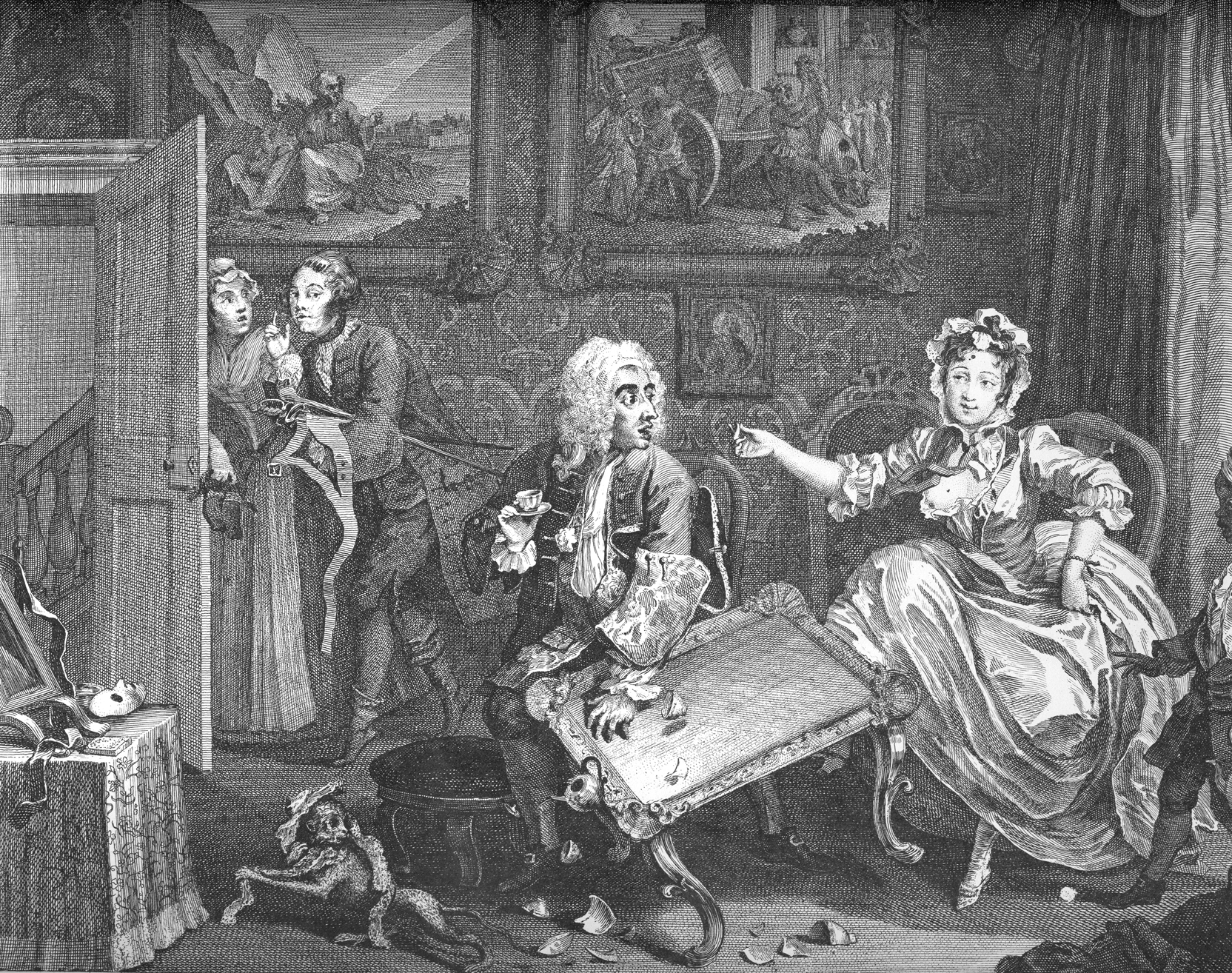
В начале 1730-х годов Хогарт откликнулся на роман серией гравюр «Карьера проститутки»

Несмотря на ноту раскаяния в грехах молодости, которая звучит в исповеди Молль, распространение книги за пределами Англии долгое время было ограничено цензурными запретами. Так, американскому читателю роман стал доступен только в 1930 году. Русскоязычного читателя с романом (в сокращении) впервые познакомил журнал «Русское богатство» в 1896 году. Стандартный ныне перевод А. А. Франковского был подготовлен для серии «Academia» в 1932 году.
Хотя «Молль Флендерс» не была известна в России XVIII века, её влияние всё же достигало Восточной Европы через посредство французских подражаний. В известной степени русским аналогом «Молль Флендерс» можно считать плутовской роман М. Чулкова «Пригожая повариха» (1770), хотя его недалёкой героине и чужда деловитая, расчётливая продажность англичанки.
Тематика проституции, сексуального насилия, многожёнства и инцеста, даже будучи преподанной в сатирическом ключе, долгое время не позволяла перенести историю Молль на театральные подмостки и на киноэкран. В послевоенное время роман, за вычетом наиболее эпатажных сцен, был наконец экранизирован, причём четырежды: в 1965, 1975 годах и в 1996 — дважды.

## Экранизации в кино, на телевидении или в театре
- В экранизации 1965 года под названием «Любовные приключения Молл Фландерс» снялись Ким Новак в роли Молл Фландерс и Ричард Джонсон в роли Джемми с Анджелой Лэнсбери в роли леди Блистоун, с Джорджем Сандерсом в роли банкира и Лилли Палмер в роли Датчи. Некоторые сцены были сняты в Касл Лодж, доме в стиле тюдоров в центре Ладлоу, Шропшир, Англия.
- Двухсерийный телевизионный фильм BBC 1975 года «Молл Фландерс», снятый Хью Уайтмором, режиссером Дональдом Маквинни, с Джулией Фостер в роли Молл и Кеннетом Хейгом в роли Джемми.
- Американская музыкальная адаптация под названием MOLL! по книге Уильяма Санджакомо и музыке и тексту Томаса Янга получила шесть представлений в Ангольском общественном театре, Ангола, штат Индиана, в феврале 1982 года.
- Музыкальная адаптация была записана в 1993 году с Джози Лоуренс в роли Молль Фландерс в главной роли под музыкальным руководством Тони Кастро.
- Более поздняя американская экранизация, «Молль Фландерс» (1996) снялась с Робин Райт Пенн в роли Молль Фландерс и Морганом Фрименом в роли Хиббла, со Стокард Чэннинг в роли миссис Олверти. В этой адаптации присутствует только заглавный персонаж, поскольку большинство элементов оригинального романа отсутствуют.
- Вторая британская телевизионная адаптация, транслировавшаяся ITV в 1996 году под названием «Судьба и несчастья Молль Фландерс», с Алекс Кингстон в главной роли Молль и Дэниелом Крейгом в роли Джемми. Этот фильм является одной из наиболее близких экранизаций романа, хотя он заканчивается, когда она еще относительно молода.
- Двухсерийная радиоадаптация Ника Перри с Джессикой Хайнс в главной роли транслировалась на BBC Radio 4 в 2016 году. Музыкальная версия адаптации Перри была поставлена в Mercury Theatre, Колчестер в 2018 году.